# Manchester Township (New Jersey)
Manchester Township ist ein Township im Ocean County von New Jersey in den Vereinigten Staaten. Das U.S. Census Bureau ermittelte bei der Volkszählung 2020 eine Einwohnerzahl von 45.115. 

## Geschichte
Manchester Township wurde am 6. April 1865 durch ein Gesetz der Legislative von New Jersey aus Teilen von Dover Township (heute Toms River Township) als eigenes Township gegründet. Teile des Townships wurden am 7. April 1921 in Lakehurst eingegliedert. Das Township ist nach der Stadt Manchester in England benannt.

## Demografie
Laut einer Schätzung von 2019 leben in Manchester Township 43.723 Menschen. Die Bevölkerung teilt sich im selben Jahr auf in 90,4 % Weiße, 4,0 % Afroamerikaner, 2,2 % Asiaten und 2,2 % mit zwei oder mehr Ethnizitäten. Hispanics oder Latinos aller Ethnien machten 6,1 % der Bevölkerung aus. Das mittlere Haushaltseinkommen lag bei 43.878 US-Dollar und die Armutsquote bei 7,8 %.
| Bevölkerungsentwicklung Bei den Daten handelt es sich um Volkszählungsergebnisse. | Bevölkerungsentwicklung Bei den Daten handelt es sich um Volkszählungsergebnisse. | Bevölkerungsentwicklung Bei den Daten handelt es sich um Volkszählungsergebnisse. | Bevölkerungsentwicklung Bei den Daten handelt es sich um Volkszählungsergebnisse. | Bevölkerungsentwicklung Bei den Daten handelt es sich um Volkszählungsergebnisse. | Bevölkerungsentwicklung Bei den Daten handelt es sich um Volkszählungsergebnisse. | Bevölkerungsentwicklung Bei den Daten handelt es sich um Volkszählungsergebnisse. | Bevölkerungsentwicklung Bei den Daten handelt es sich um Volkszählungsergebnisse. | Bevölkerungsentwicklung Bei den Daten handelt es sich um Volkszählungsergebnisse. | Bevölkerungsentwicklung Bei den Daten handelt es sich um Volkszählungsergebnisse. |  |
| --------------------------------------------------------------------------------- | --------------------------------------------------------------------------------- | --------------------------------------------------------------------------------- | --------------------------------------------------------------------------------- | --------------------------------------------------------------------------------- | --------------------------------------------------------------------------------- | --------------------------------------------------------------------------------- | --------------------------------------------------------------------------------- | --------------------------------------------------------------------------------- | --------------------------------------------------------------------------------- |  |
| Jahr                                                                              | 1940                                                                              | 1950                                                                              | 1960                                                                              | 1970                                                                              | 1980                                                                              | 1990                                                                              | 2000                                                                              | 2010                                                                              | 2020                                                                              |  |
| Einwohner                                                                         | 918                                                                               | 1.758                                                                             | 3.779                                                                             | 7.550                                                                             | 27.987                                                                            | 35.976                                                                            | 38.928                                                                            | 43.070                                                                            | 45.115                                                                            |  |